# Едо Михевц
Едо Михевц (рођен као Едуардо Адолфо Корадини; Трст, 8. јул 1911 — Изола, 4. јун 1985) је био словеначки архитекта и учесник Народноослободилачке борбе.

## Биографија
Рођен је 1911. године у Трсту. Године 1931, завршио је гимназију у Љубљани и након тога уписао архитектуру на Техничком факултету, где је дипломирао 1936. године. Године 1932, постао је члан Комунистичке партије Југославије. Између 1937. и 1940, учествовао је у неколико архитектонских пројеката.
Након окупације Југославије 1941, придружио се Народноослободилачком покрету. Био је члан Главног штаба НОВ Словеније и командант Четврте словеначке бригаде „Матија Губец“.
Након завршетка рата, од маја до новембра 1945, био је југословенскли опуномоћеник за Трст и Јулијску крајину и шеф републичког кабинета министра за индустрију и рударство.
Новембра 1945, постао је ванредни професор на Катедри за архитектуру Техничког факултета у Љубљани. Године 1949, заједно с Мирославом Грегоричем, освојио је прву награду за изградњу индсутријског комплекса „Литострој“, при чему је пројектовао и радничко насеље на Литостројском путу. Године 1958, постао је редовни професор на Универзитету. Године 1969, освојио је Прешернову награду за архитектонско-урбанистичко остварење комплекса Луција код Порторожа. Отишао је у пензију 1981. године и преселио се из Љубљане у Порторож, где је и умро 1985. године.
Његов син је словеначки композитор Марко Михевц.

## Архитектонска дела
- Гробница народних хероја у Љубљани, 1949.
- „Козолец“, Словеначка (Титова) цеста, Љубљана 1955-1957.
- Пословна зграда синдиката и супермаркет, Љубљана 1961.
- „Металка“, Љубљана 1959-1961.
- пословна зграда СЦТ и Агротехника, Љубљана 1964.
- пословна зграда Автотехна, Љубљана 1966.
- Пословна зграда На тргу, Љубљана 1972.
- Холидеј Ин, Љубљана 1978-1980.
- Словеначки културни дом, Трст 1964.[2]

## Одликовања
- Партизанска споменица 1941.
- два Ордена за храброст
- Орден партизанске звезде са сребрним венцем
- Орден братства и јединства са сребрним венцем